# Escroto

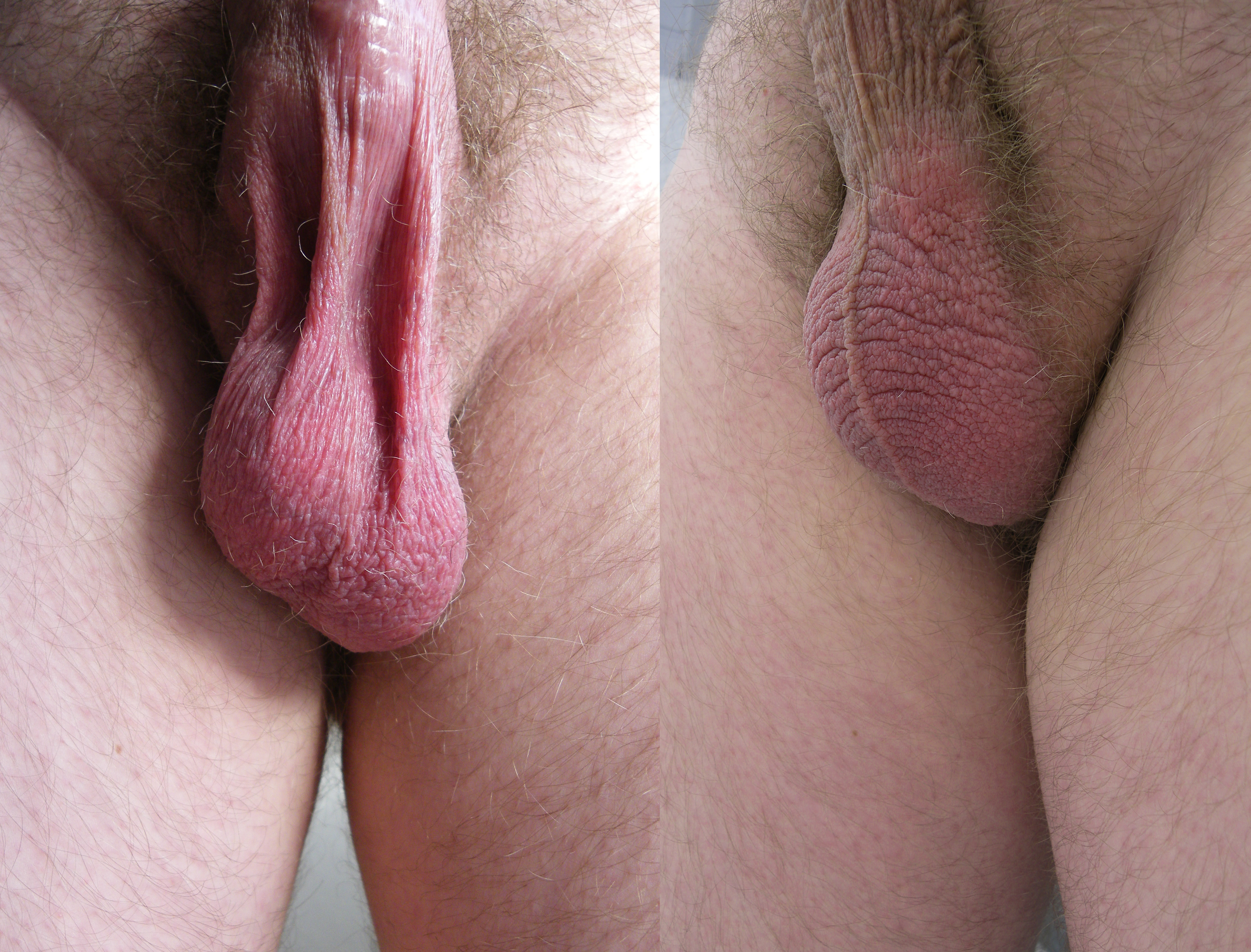
Um escroto humano

Em animais do sexo masculino, o escroto ou saco/bolsa testicular, popularmente chamado colhão, culhão, cunhão, saco e bolas, é uma bolsa externa de pele e músculo que contém os testículos. É uma extensão do abdómen e está localizado entre o pénis e o ânus. O homólogo no sexo feminino durante o desenvolvimento fetal são os labia majora.
A função do escroto é manter a uma temperatura inferior à do resto do corpo (34,4 ºC). O calor excessivo destrói os espermatozoides. Tendo como uma de suas camadas um músculo, o escroto contrai-se e distende-se, conforme seja necessário aumentar ou reduzir, respectivamente, temperatura no seu interior.
Embora a temperatura ideal varie conforme a espécie, nos animais de sangue quente parece haver uma maior necessidade de controlo, e daí a necessidade e evolução do escroto, apesar dos riscos por não oferecer proteção aos testículos.